# زمردی دم‌سبز
زمردی دم‌سبز (نام علمی: Chlorostilbon alice) نام یک گونه از سرده زمردی‌ها است.